# Tomizō Katsunuma
Tomizō Katsunuma (勝沼富造 Katsunuma Tomizō?, 16 de noviembre de 1863—11 de septiembre de 1950) fue un inspector de inmigración y veterinario japonés. También fue uno de los primeros mormones japoneses. Escribió bajo el seudónimo Bashoan Shujin (馬笑庵主人?). 

## Inicios y educación
Katsunuma nació el 16 de noviembre de 1863 en lo que hoy es el pueblo de Miharu, prefectura de Fukushima. Era el tercer hijo de un samurai. Estudió en la reciente inaugurada escuela media de Miharu y después estudió inglés como idioma extranjero en Sendai. Después fue a la escuela durante unos años en Tokio, hasta que se tuvo que volver debido a la falta de dinero. Al regresar a Miharu, trabajó como profesor de inglés para los pueblos cercanos. Durante este tiempo Katsunuma obtuvo una beca para estudiar veterinaria y volvió a Tokio para estudiar en el Campus Komaba de la Universidad Imperial de Tokio. Luego de graduarse en 1888, se convirtió en investigador en la universidad.

## Carrera
Después de la graduación Katsunuma se enteró de que su hermano iba a ir a los Estados Unidos para aprender sobre la industria eléctrica del lugar. Entonces Katsunuma decide ir con él. Se unió a un grupo denominado Liga Patriótica (Patriotic League) en San Francisco, el que le consiguió un trabajo en Nampa, Idaho. Posteriormente se mudó a Logan, Utah, en donde se matriculó en el Brigham Young College y estudió teología y medicina veterinaria. Katsunuma no solo se convirtió en un ciudadano estadounidense mientras vivía en Utah sino que también se convirtió al mormonismo. Su bautismo tuvo lugar el 8 de agosto de 1895.
Entonces algunos amigos de la Liga Patriótica le pidieron a Katsunuma ayuda para reclutar japoneses para trabajar en las plantaciones de Hawái. Irían allí como migrantes patrocinados por el gobierno japonés conocidos como Kanyaku Imin. Katsunuma regresó a Japón en 1898 y reclutó trabajadores en la prefectura de Fukushima. Luego se mudó a Honolulu con su esposa, Mine, el 26 de julio de 1898. Se convirtió en inspector del Servicio de Inmigración y trabajó en ese cargo hasta que la Ley de Inmigración de 1924 prohibió la inmigración japonesa.
Mientras vivía en Hawái, Katsunuma fue director de la Asociación Japonesa de Benevolencia y fue miembro del Club Rotary de Honolulu. Se hizo amigo cercano de Yasutaro Soga y trabajó para que el Yamato Shinbun (más tarde rebautizado como Nippu Jiji) se hiciera un periódico diario. Además, apoyó a los huelguistas durante la huelga japonesa de 1909, abogando por mejores condiciones laborales. Asimismo, trabajó estrechamente con el consulado japonés y con la misión mormona.
Katsunuma falleció el 11 de septiembre de 1950.

## Lectura adicional
- Takahashi, Kanji (1953). «Imin no chichi Katsunuma Tomizō sensei den». 移民の父勝沼富造先生傳 (en japonés).